# Șugaș Băi
Șugaș Băi este o stațiune turistică din județul Covasna.
Stațiunea este situată la opt kilometri de Sfântu Gheorghe, în zona periurbană a acestuia, aparține de municipiu și este căutată atât pentru mofete și izvoarele de apă minerală, cât și pentru posibilitățile practicării sporturilor.
În stațiune, schiorii au la dispoziție o pârtie în lungime de 500 de metri și una de 250 de metri, dotate cu teleschi, instalație de nocturnă și tunuri de zăpadă.